# オ・サビニャーオ

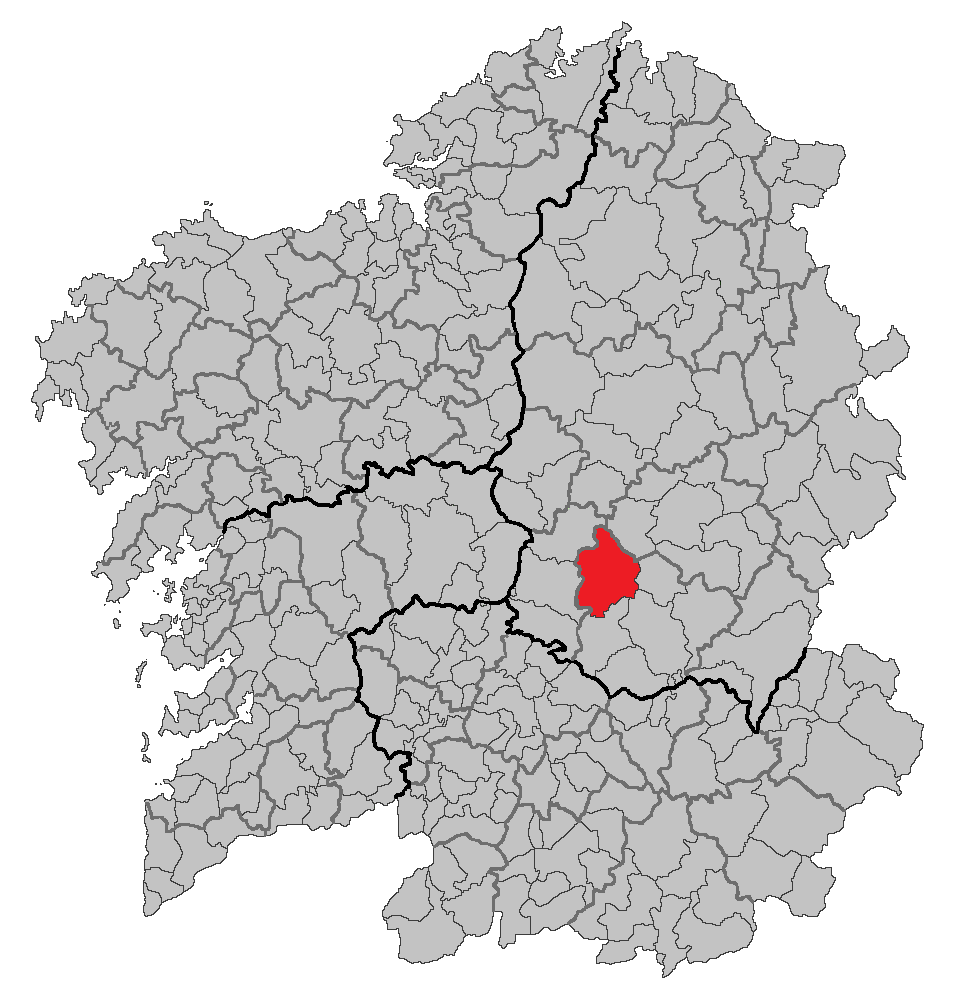

オ・サビニャーオ（O Saviñao）は、スペイン、ガリシア州、ルーゴ県の自治体。コマルカ・ダ・テーラ・デ・レモスに属し、またリベイラ・サクラ地区を構成する。スペイン国立統計局によると、2010年の人口は4,460人（2009年：4,570人）。住民呼称はsaviñádigo/-a。カスティーリャ語表記は定冠詞のないSaviñao。 
ガリシア語話者の自治体住民に占める割合は99.19％（2001年）。

## 地理
オ・サビニャーオはルーゴ県の南西部に位置し、コマルカ・ダ・テーラ・デ・レモスに属する。隣接する自治体は、北がタボアーダとパラデーラ、東がボベダとモンフォルテ・デ・レモス、南がパントン、西がチャンターダである。自治体中心地区はビラサンテ教区のエスカイロン地区。

### 人口
| オ・サビニャーオの人口推移 1900－2010                   |
|                                                         |
| 出典:INE（スペイン国立統計局）1900年 - 1991年、1996年 - |

## 史跡・名所
- カンダイラの塔（Torre da Candaira） - レボルダーオス教区のカンダイラ地区にある中世の城塞。

## 政治
自治体首長はガリシア国民党（PPdeG）のホアキン・ゴンサーレス・ゴンサーレス（Joaquín González González）、自治体評議員はガリシア国民党：6、ガリシア社会党（PSdeG-PSOE）：4、ガリシア民族主義ブロック（BNG）：1となっている（2007年の自治体選挙の結果、得票順）。

## 教区
オ・サビニャーオは29の教区に分けられる。太字は自治体中心地区のある教区。
- アブイーメ（サン・ショアン）
- ア・ブローサ（サン・トメ）
- チャーベ（サン・サドゥルニーニョ）
- ア・コバ（サン・マルティーニョ）
- ディオモンディ（サン・パイオ）
- エイレシャフェイタ（サン・ビセンテ）
- フィオン（サン・ロウレンソ）
- フレアン（サンタ・セシーリア）
- ア・ラシェ（サン・フィス）
- リシン（サンタージャ）
- ロウレード（サンティアーゴ）
- マルーベ（サンタ・マリーア）
- モウレーロス（サン・シュリアン）
- オウセンデ（サンタ・マリーア）
- ピニェイロー（サン・サドゥルニーニョ）
- レボルダーオス（サンタージャ）
- レイリス（サンタ・マリーア）
- ロセンデ（サンタ・マリーニャ）
- サン・ビトイロ・デ・リバス・デ・ミーニョ（サン・ビトイロ）
- サント・エステーボ・デ・リバス・デ・ミーニョ（サント・エステーボ）
- セガン（サンタ・マリーア）
- セテベントス（サンタ・マリーア）
- ソブレーダ（サン・ショアン）
- ビラカイース（サン・シュリアン）
- ビラエステーバ（サン・サルバドール）
- ビラサンテ（サン・サルバドール）
- ビラタン（サン・ショアン）
- ビレーロス（サン・マルティーニョ）
- シュベンコス（サンティアーゴ）